# Deeside Stadium
Das Deeside Stadium (walisisch Stadiwm Coleg Glannau Dyfrdwy, Deeside College Stadium) ist ein Fußballstadion mit Leichtathletikanlage in der walisischen Stadt Connah’s Quay, Principal Area Flintshire, Vereinigtes Königreich. Der 1946 gegründete Fußballclub Gap Connah’s Quay, momentan in der Welsh Premier League, trägt im Deeside Stadium seine Heimspiele aus. Daneben ist der Deeside Athletics Club Nutzer der Anlage.

## Geschichte
Die Sportstätte im Nordosten von Wales wurde 1998 fertiggestellt und bietet heute 1.500 Plätze, davon 500 Sitzplätze. Es liegt neben dem College Coleg Cambria Deeside. Das Stadion besitzt eine achtspurige Leichtathletik-Kunststoffbahn, die nach den nationalen Vorschriften gebaut wurde. Die Haupttribüne ist überdacht und die Anlage verfügt über eine Flutlichtanlage sowie Umkleidekabinen.

## Besucherrekord und Zuschauerschnitt
Der Besucherrekord wurde am 14. Mai 2016 aufgestellt, als der Gap Connah’s Quay FC gegen den Lokalrivalen Airbus UK Broughton das Europa-League-Play-off-Finale der Welsh Premier League mit 1:0 gewann. Im Stadion waren 904 Zuschauer. Der Verein sicherte sich damit einen Platz in der Qualifikation zur UEFA Europa League 2016/17.
- 2014/15: 301 (Welsh Premier League)
- 2015/16: 213 (Welsh Premier League)
- 2016/17: 230 (Welsh Premier League)
- 2017/18: 221 (Welsh Premier League)